# ژان-ژاک روبیر
ژان-ژاک روبیر (فرانسوی: Jean-Jacques Rebière‎؛ زادهٔ ۱۷ نوامبر ۱۹۵۲) دوچرخه‌سوار سابق اهل فرانسه است.